# Triumph GT6
Pour les articles homonymes, voir Triumph et GT6.
La Triumph GT6 est une voiture de sport GT du constructeur automobile britannique Triumph, version fastback 6 cylindres en ligne (straight-6) des Triumph Spitfire 4 de 1962, produite en 3 versions MK I à III, à environ 41 000 exemplaires, entre 1966 à 1973.

## Histoire

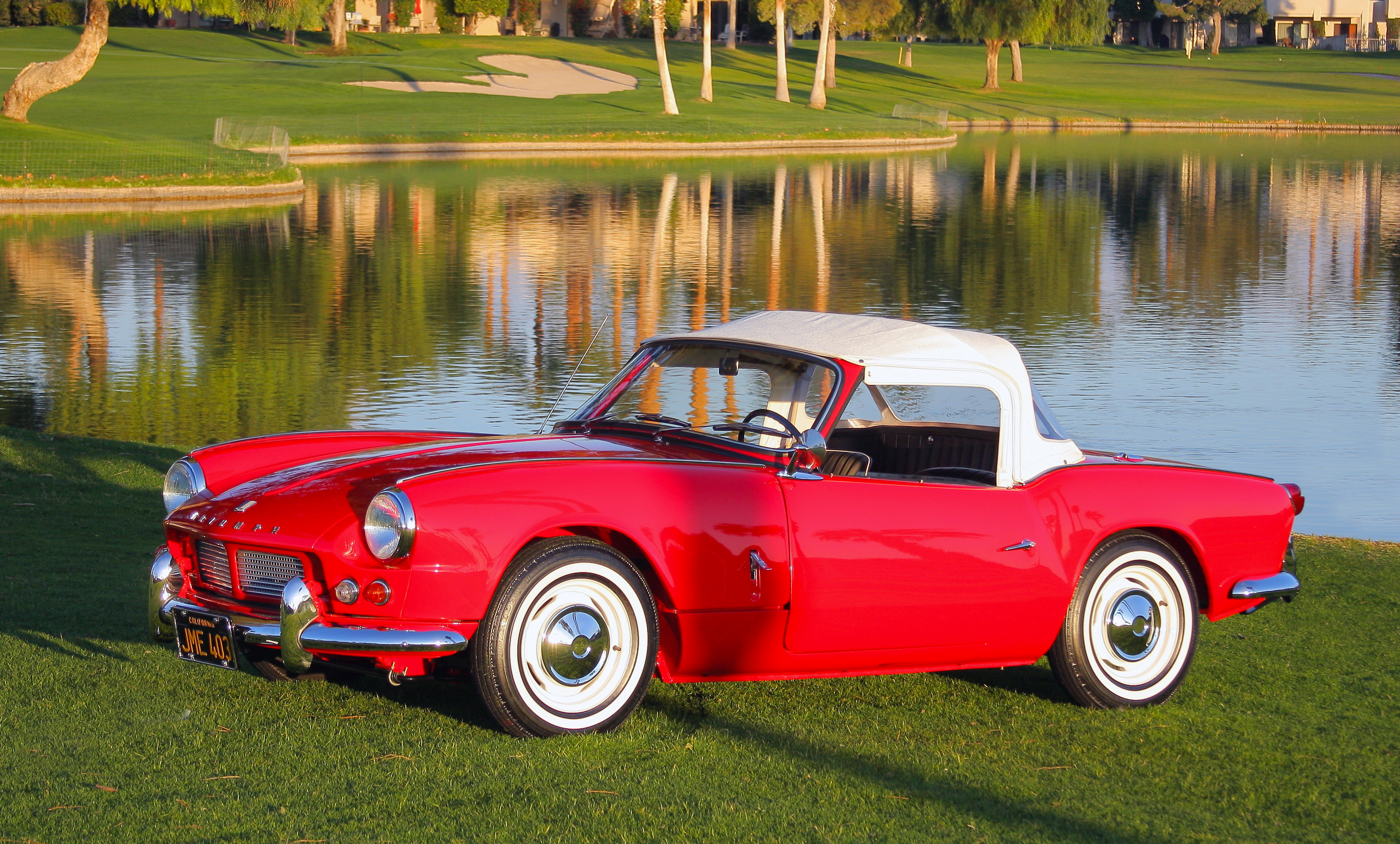
Triumph Spitfire 4 de 1962.

Au début de l'année 1963, le designer italien Giovanni Michelotti est mandaté par Triumph pour dessiner une nouvelle version GT de ses précédentes Spitfire 4 (« 4 » ou « 6 » pour 4 ou 6  cylindres en ligne). Une Spitfire 4 non modifiée fut apportée aux bureaux d'études de Michelotti en Italie et à la fin de l'année 1963, et le prototype Spitfire GT4 fut renvoyé en Angleterre pour validation. Le dessin du véhicule était un succès mais malheureusement la surcharge pondérale de la carrosserie GT entraînait des performances médiocres avec le bloc moteur 1 147 cm3 Spitfire. L'idée de produire la Spitfire GT4 fut donc abandonnée.

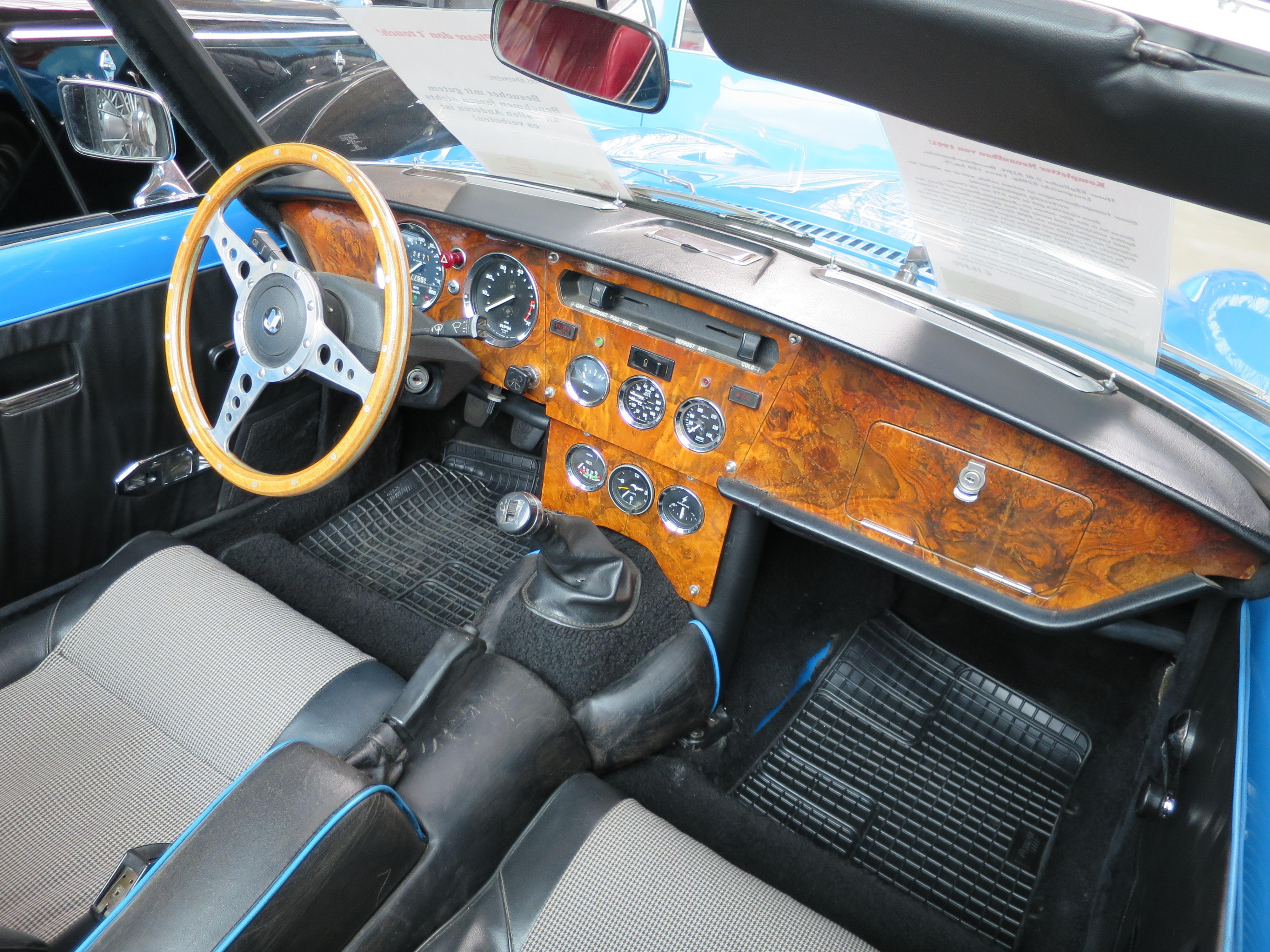
Tableau de bord.

Cependant, le design fastback du prototype Spitfire GT4 de Michelotti fut adopté, pour la saison 1964, par le programme de Course de Triumph, car il procurait un meilleur aérodynamisme que la forme de base de la Spitfire. Des copies en fibre de verre de l'arrière profilé fastback de la Spitfire GT4 furent ainsi greffées sur les Spitfire préparées pour la compétition. Le programme de Course des Spitfire fut un succès en 1965 qui leur permit de grimper sur la première marche du podium dans leur catégorie lors des 24 Heures du Mans 1965, battant ainsi les MG Midget, leurs principales rivales.

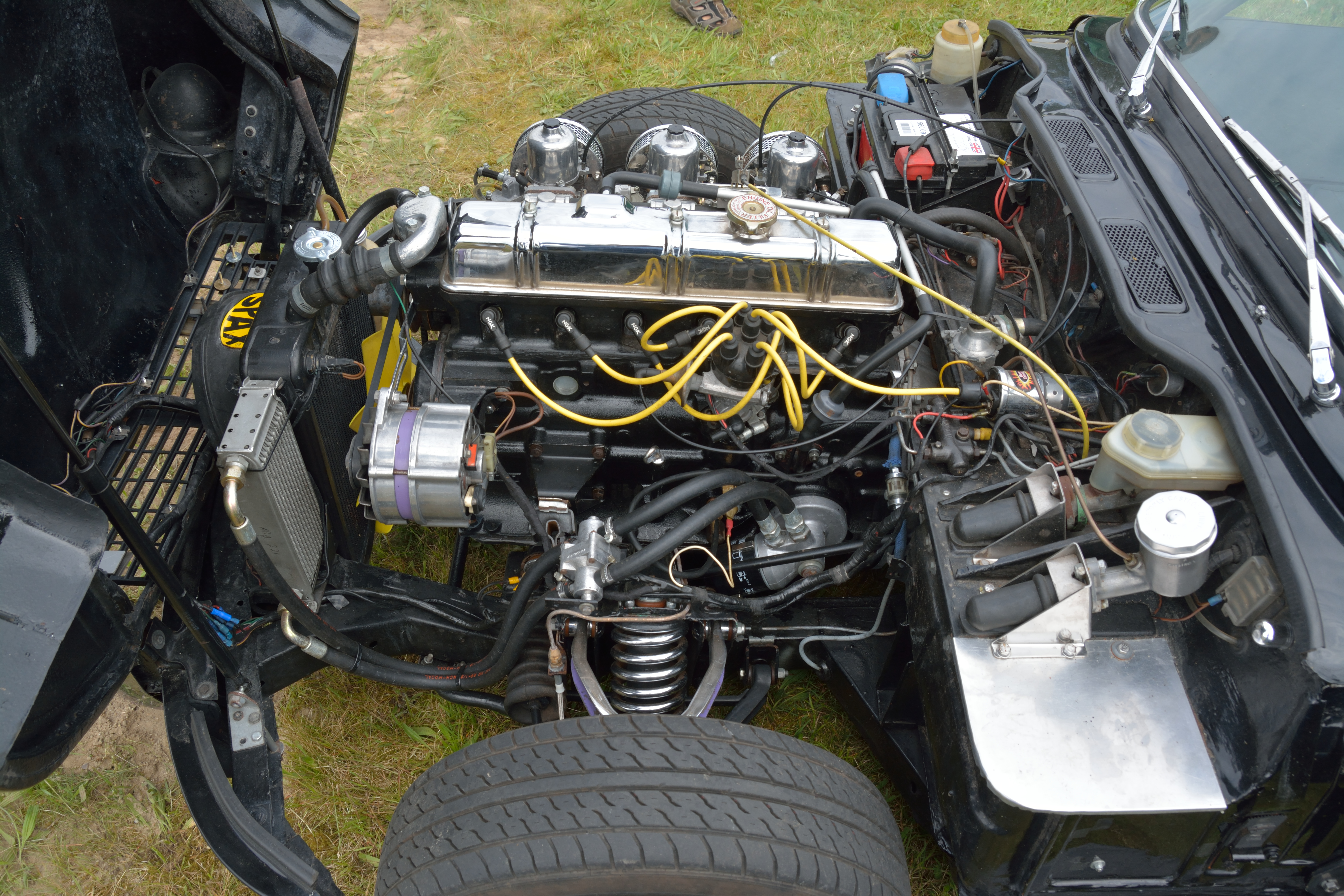
Moteur 6 cylindres en ligne 2 Litres GT6 (straight-6).

Le succès en compétition des Spitfire ainsi que le succès commercial du véhicule de série conduisit Triumph à réexaminer l'idée d'une version GT de la Spitfire. Pour s'affranchir du manque de performance inhérent au poids de la carrosserie, le 4-cylindres Spitfire fut remplacé par un moteur plus puissant : le 6 cylindres en ligne 2 litres des Triumph Fury, Triumph 2000 et Triumph Vitesse (qui partageait un châssis similaire à la Spitfire). La voiture fut finalement lancée sous le nom de Triumph GT6 (abandonnant le préfixe Spitfire) en référence à son style de GT et à son moteur 6-cylindres.
Le marketing Triumph de l'époque présenta la GT6 comme étant développée à partir des Spitfire ayant gagné au Mans, pour profiter de leur ressemblance, alors que les Spitfire du Mans et les GT6 étaient en fait deux programmes de développement complètement séparés (le programme GT étant antérieur au programme de Course). Cependant cette astuce du marketing fut une telle réussite que bon nombre de personnes crurent que les Spitfire du Mans étaient réellement des GT6.

## GT6 MK1 (1966-1968)

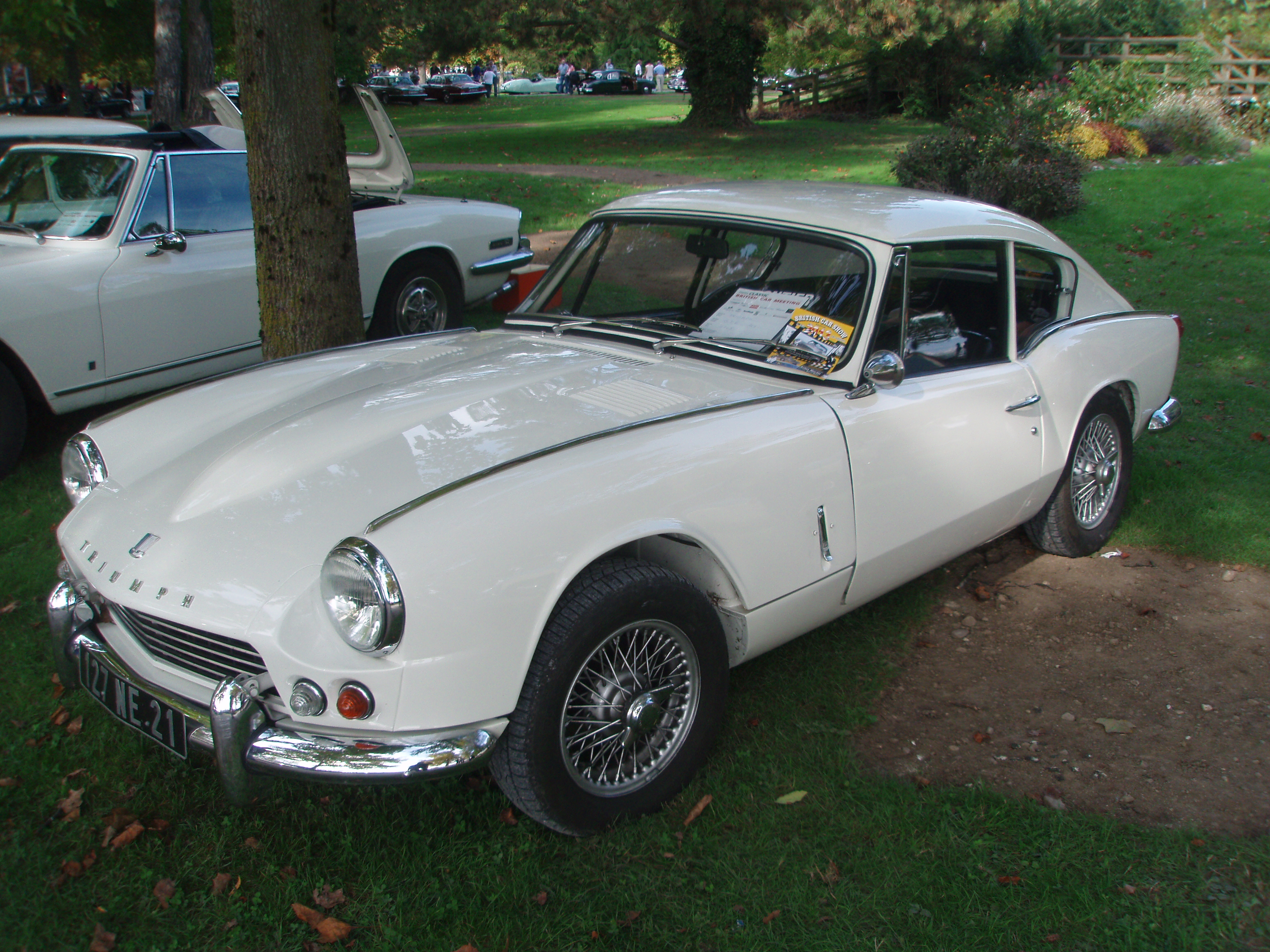
Triumph GT6 MK1

La nouvelle voiture fut présentée en 1966 et appelée Triumph GT6. La nouvelle carrosserie avait un dessin fastback avec un hayon à l'arrière (ce qui a valu à la GT6 le surnom de « Jaguar Type E du pauvre »). 
Elle n'avait que 2 sièges mais un petit siège arrière supplémentaire était disponible en option. L'air de famille avec la Spitfire Mk2 était marqué mais elles n'avaient quasiment aucun élément de carrosserie en commun ; le moteur 6-cylindres plus long nécessitait un nouveau capot avec un renflement au niveau du moteur et les portes disposaient de petites vitres arrière. Le moteur 6-cylindres était conçu pour développer 95 ch et nécessitait certaines adaptations par rapport à la mécanique des Spitfire; le radiateur était monté plus en avant et la boîte de vitesses plus robuste était issu de la Triumph Vitesse, 
avec un overdrive en option.

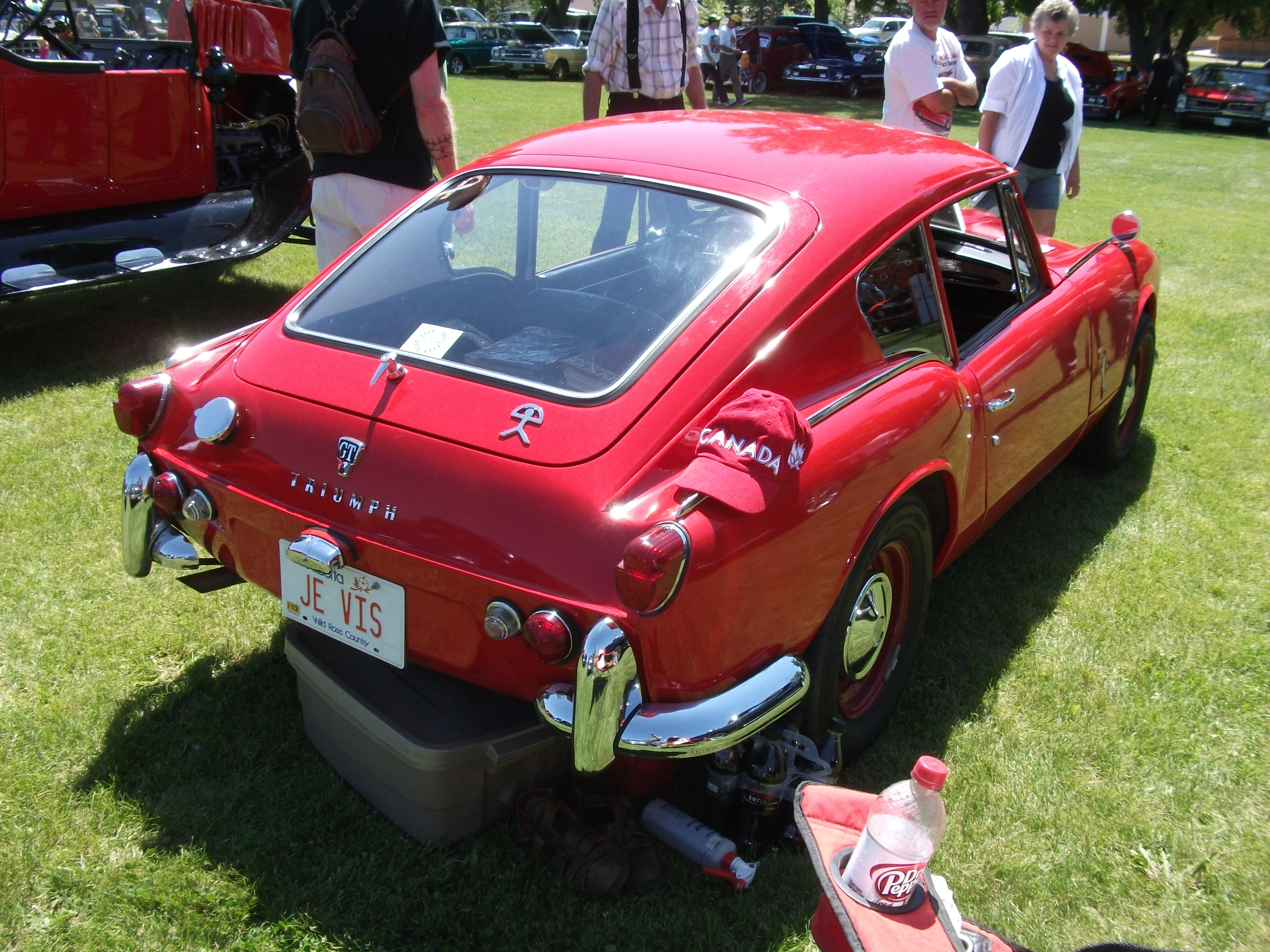

Les suspensions avant avaient été renforcées pour pallier le surpoids causé par le nouveau moteur. L'intérieur de la GT6 était bien équipé; la planche de bord en bois constellée de compteurs, les tapis et le chauffage étaient de série. La GT6 avait quelques arguments de vente de poids. Le nouveau moteur permettait une vitesse de pointe de 171 km/h et un 0-100 km/h en 11,7 secondes, soit un peu mieux qu'une MG MGB. De plus, le bloc moteur était nettement plus doux et puissant que le 4-cylindres rugueux de la MG MGB. L'économie d'essence étaient très raisonnable pour l'époque et l'intérieur rappelait la compétition. La seule critique majeure avait trait à sa suspension arrière ; la GT6 avait en effet hérité de l'essieu à ressort transversal de la Spitfire, qui était lui-même copié sur la Triumph Herald de 1959. Triumph n'a rien fait pour améliorer le système sur la GT6, et la tendance au sous-virage n'était pas aidée par l'augmentation du poids à l'avant du véhicule.

## GT6 MK2 / GT6+ (1968-1970)

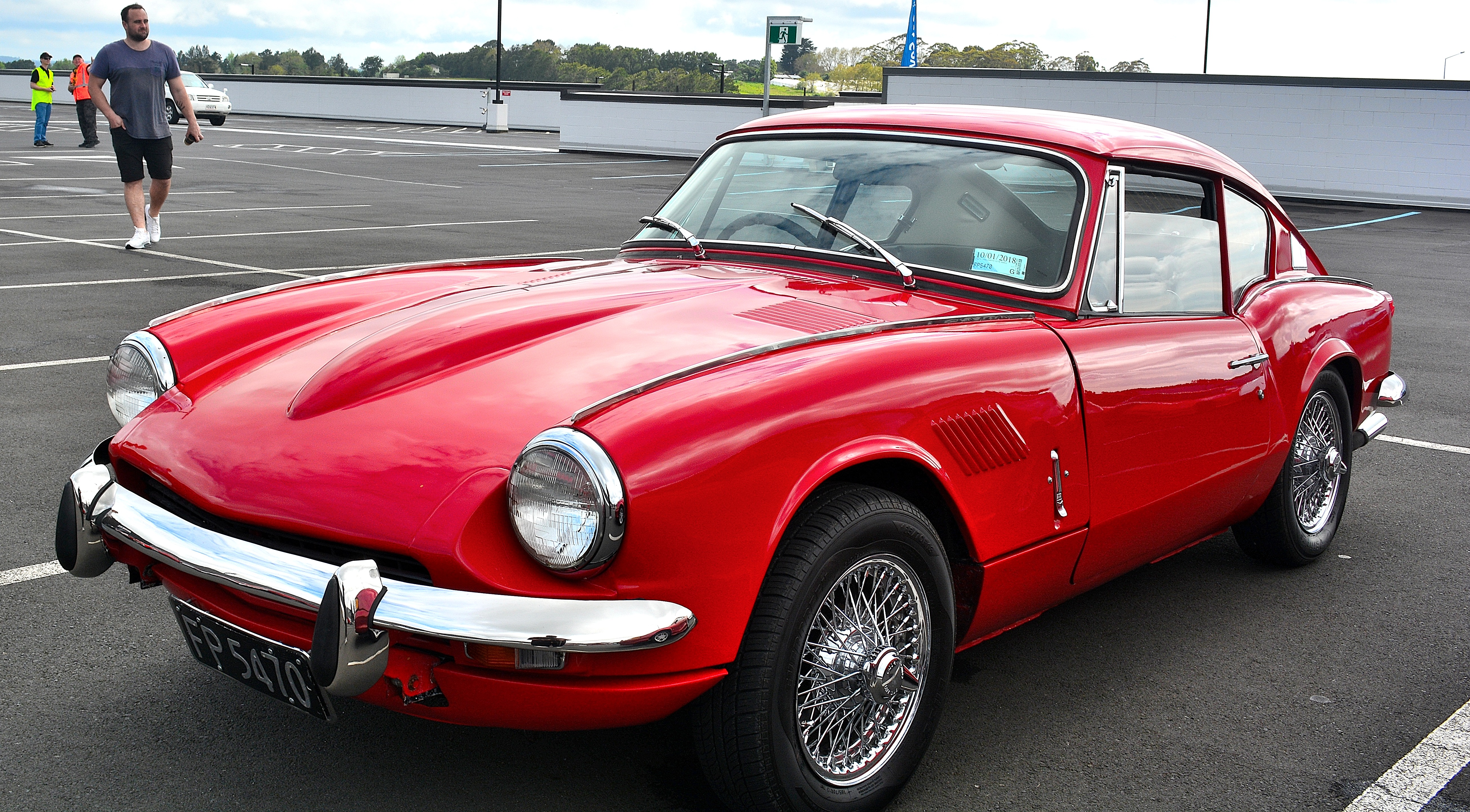
Triumph GT6 MK2 (GT6+ aux USA).

La marque Triumph réalisa qu'elle devait trouver une réponse au problème, au moins pour conserver sa réputation aux États-Unis.
Sa réponse est arrivée avec le modèle de 1969, lors de la présentation de la GT6 Mk2, connue aux États-Unis sous le nom de GT6+.
La suspension à ressort transversal a été significativement repensée en utilisant des coupleurs rotoflex, domptant ainsi la conduite avec des performances supérieurs aux MG MGB. La Triumph Vitesse fut aussi modifiée mais la Spitfire dut attendre 1970 pour que des améliorations lui soient portées.

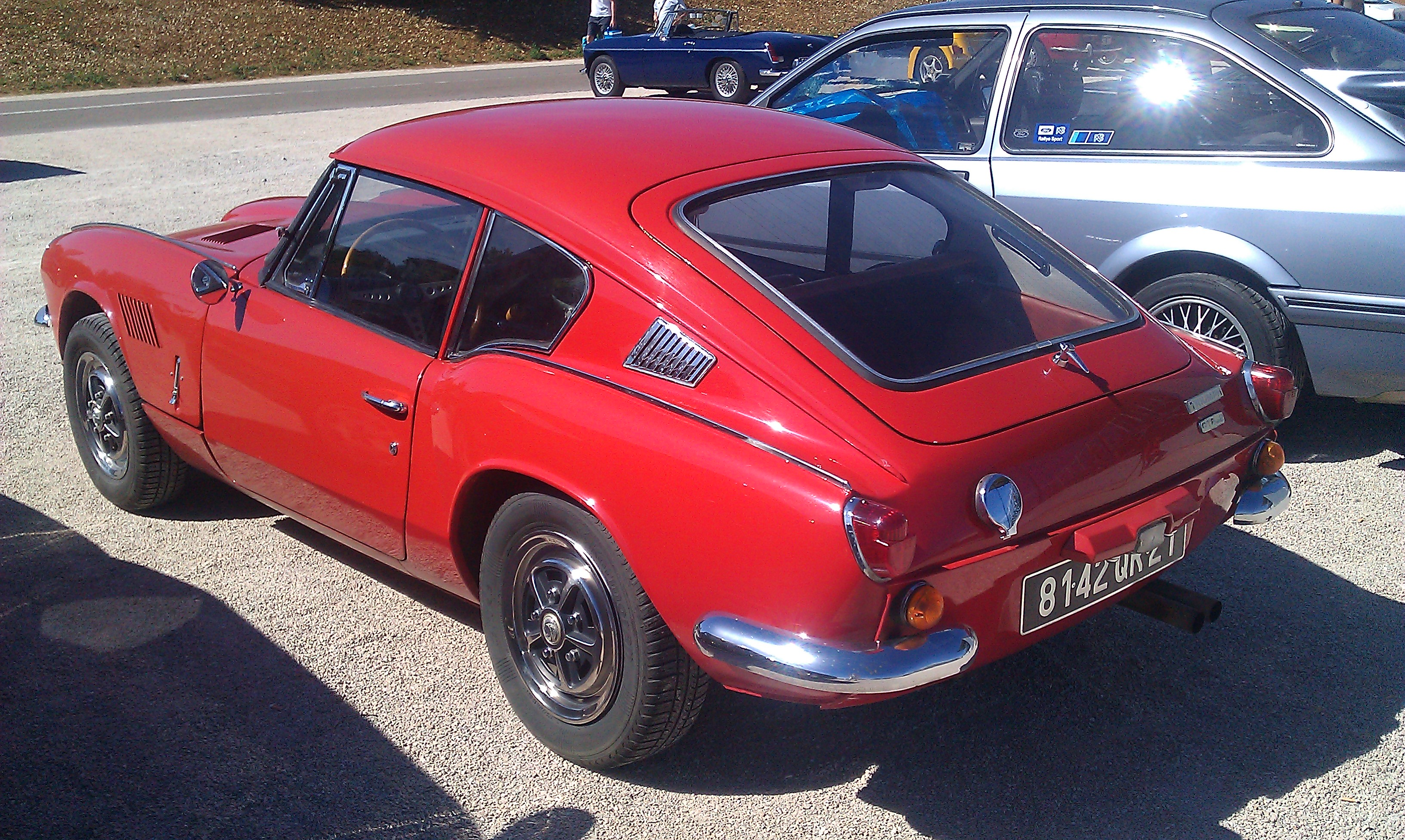

D'autres changements furent apportés à la Mk2: le pare-chocs avant fut rehaussé (en même temps que la Spitfire Mk3) pour satisfaire aux nouvelles normes de sécurité, ce qui nécessita une modification de l'avant du véhicule et des aérations latérales furent ajoutées sur les ailes avant et sur les montants arrière. Sous le capot, le moteur fut amélioré pour développer 104 ch avec une nouvelle culasse, un nouvel arbre à cames et de nouveaux collecteurs. L'intérieur fut aussi mis au goût du jour avec une nouvelle planche de bord, une meilleure ventilation, un ventilateur à 2 vitesses et un ciel de toit noir. L'overdrive resta une option populaire.

## GT6 MK3 (1970-1973)

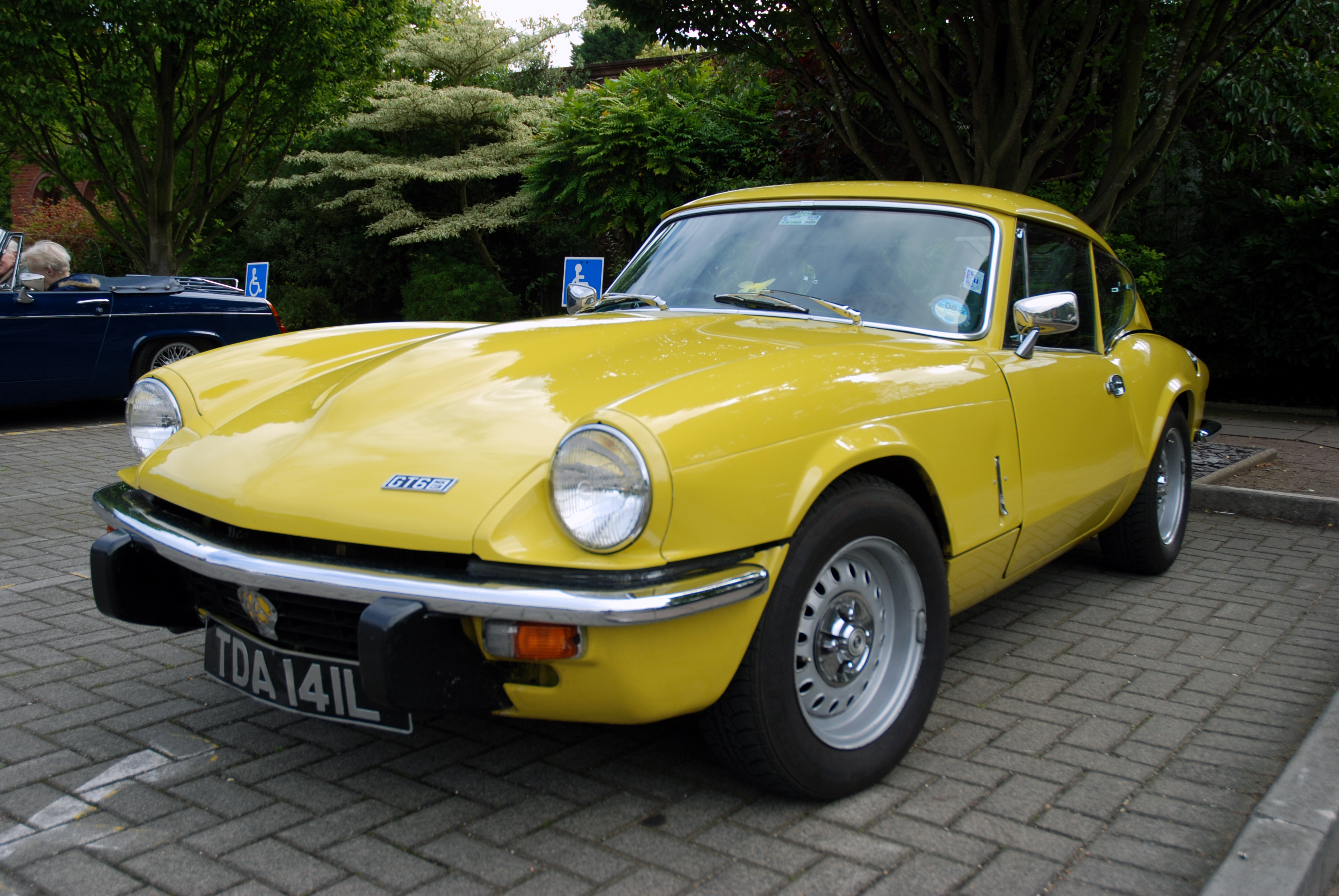
Triumph GT6 MK3

Le dernier restylage majeur vint en 1970, avec la Mk3. Cette fois, la carrosserie tout entière a été redessinée pour correspondre aux changements réalisés sur la Triumph Spitfire MkIV de 1970; cela incluait un arrière tronqué de Triumph Stag, des poignées de portes intégrées et un avant plus lisse.

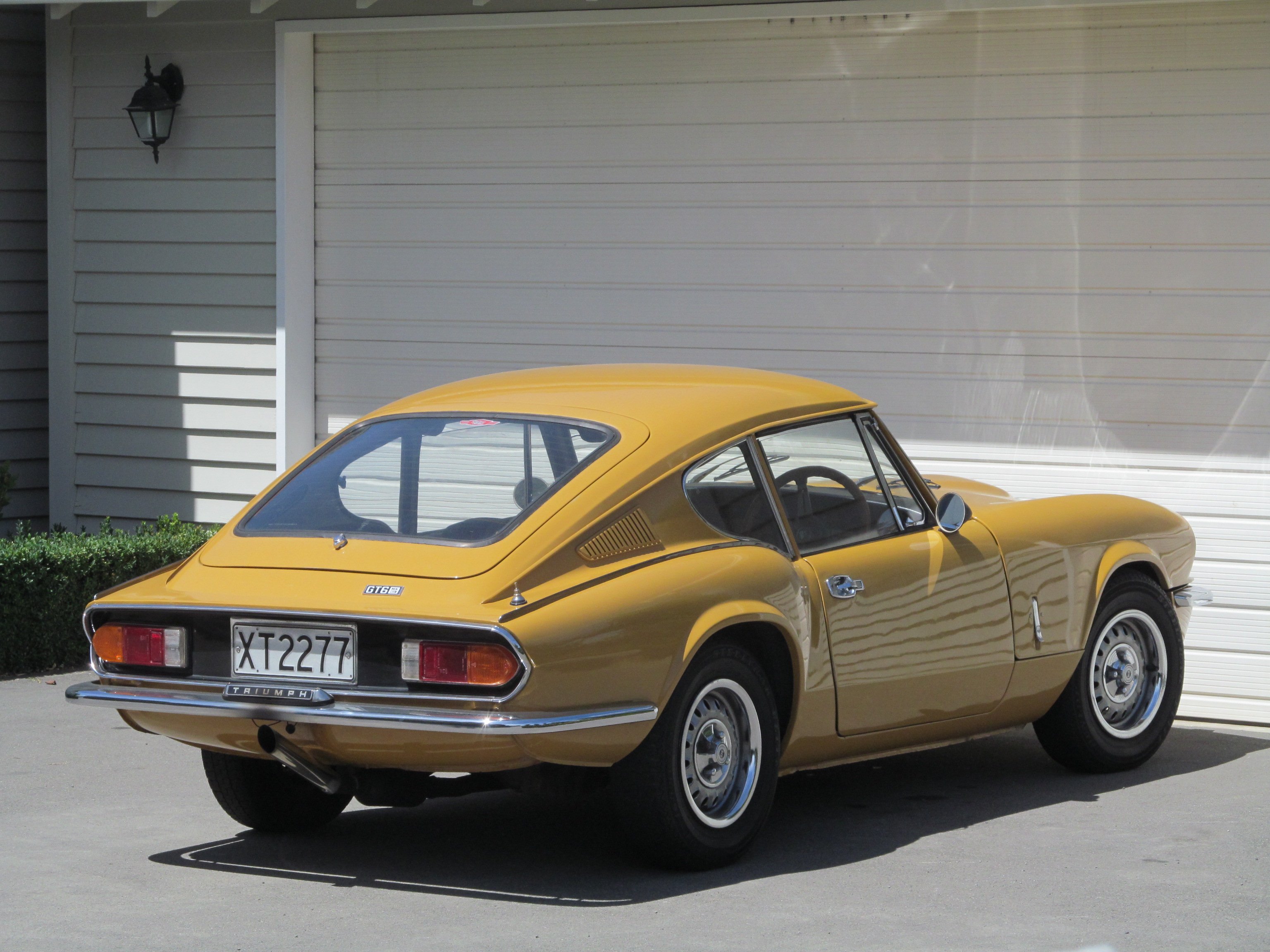

Seuls des changements minimes ont été apportés à la mécanique, mais en 1973 (près de sa fin de vie) la suspension arrière fut de nouveau changée, cette fois pour la plus économique (mais tout aussi efficace) architecture « swing-spring ».
Un servo-frein fut également ajouté en 1973, et les sièges en vinyle furent changés pour du tissu. Il y avait encore une importante liste d'options, mais les jantes à rayons avec moyeu « knock-on » n'étaient plus disponibles.
Les performances de la Mk3 étaient sensiblement les mêmes que la Mk2, vitesse maxi de 188 km/h et le 0 à 100 km/h en 10,1 secondes; performances nettement supérieurs aux MGB GT qui atteignaient une vitesse maxi. de 169 km/h et le 0 à 100 km/h en 13 secondes. Malheureusement, les derniers modèles américains bénéficiaient de performances plus modestes, puisque les taux de compression avaient été diminués pour s'accommoder de carburants à indice d'octane plus faible.

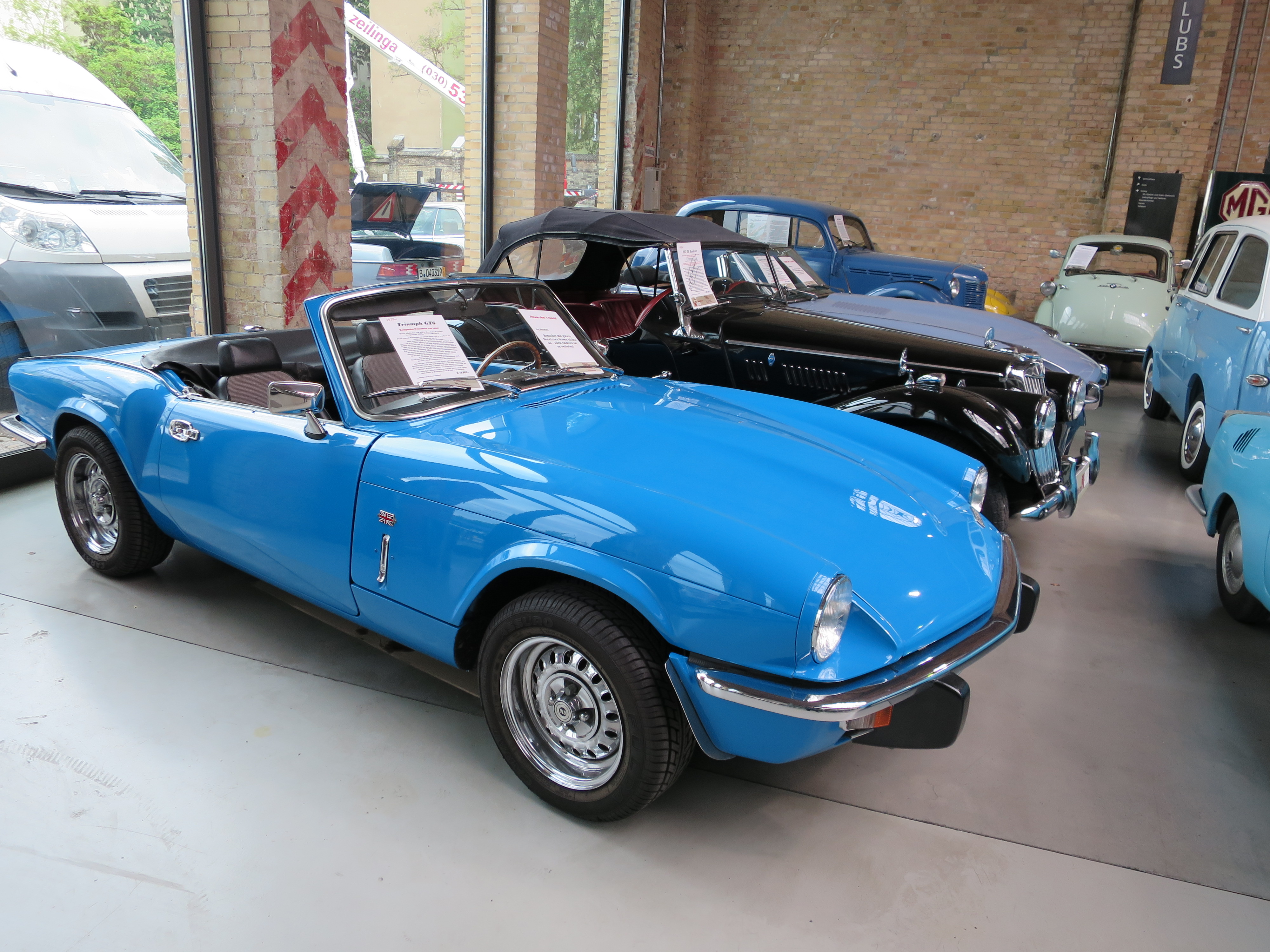
Triumph GT6 MK3 (modifiée artisanalement en cabriolet style Triumph Spitfire MkIV)

La GT6 a prouvé qu'elle était une voiture de sport sage, vraiment plaisante, certainement dès le lancement de la Mk2. Malgré tout, elle ne s'est jamais vendue dans les proportions espérées par Triumph, et fut largement dominée par le succès commercial des MG MGB concurrentes, vendues à 523 836 exemplaires. Cela reste une énigme ; la Spitfire, au moteur plus petit, s'est mieux vendue que la MG Midget, avec 315 142 exemplaires, mais ce succès fit de l'ombre à la GT6. 

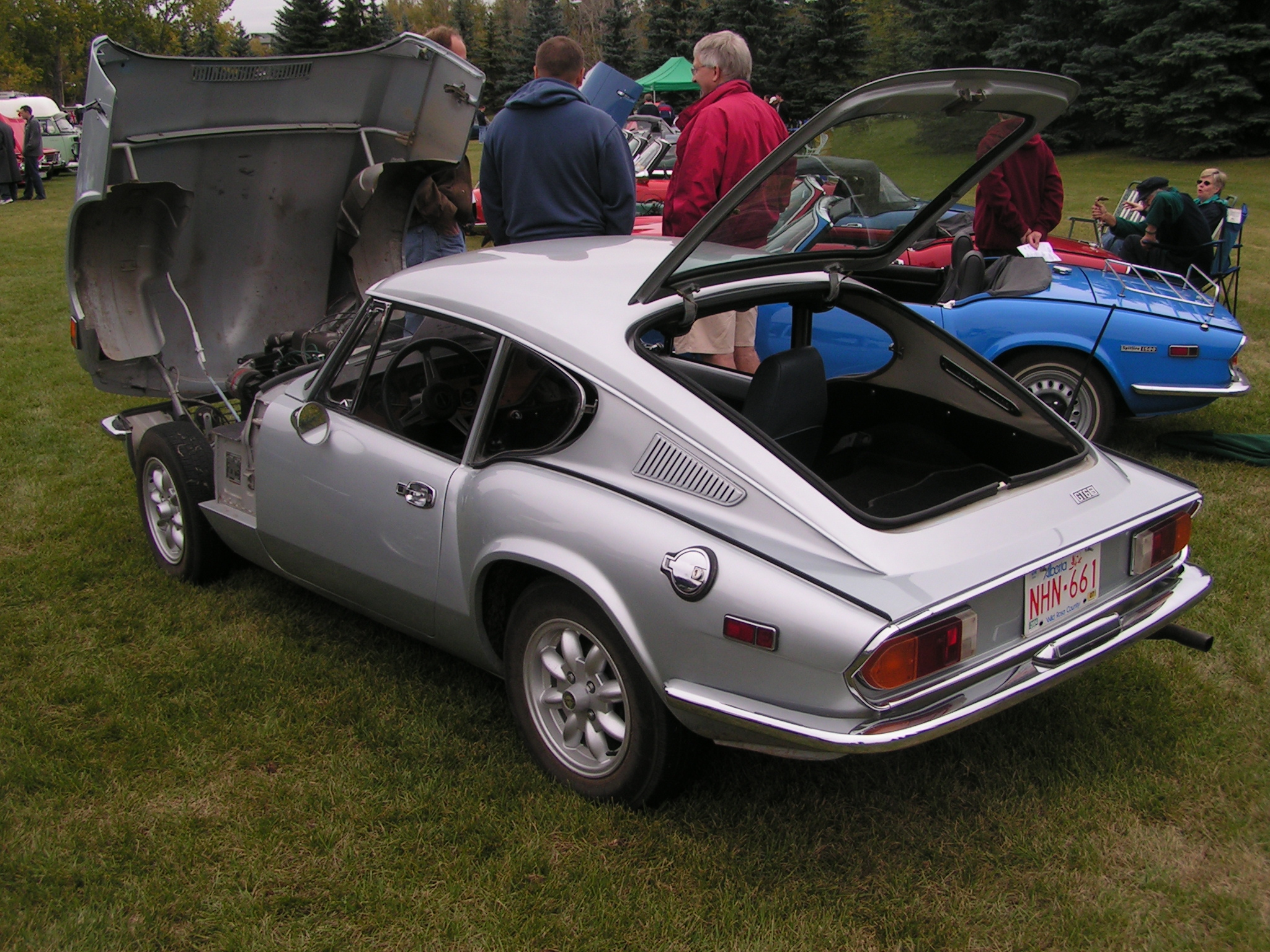

Triumph a toujours refusé de produire une version cabriolet officielle de la GT6 (bien que de nombreux propriétaires réussirent à réaliser cette conversion à l'échelle artisanale), avec une part de responsabilité possible dans le relatif échec commercial de cette GT6, vendue à environ 41 000 exemplaires, contre 45 753 exemplaires pour la Triumph Spitfire 4 précédente. Triumph a probablement préféré privilégier sa gamme de roadster Triumph Spitfire, Triumph TR5 et TR6 (un best-seller aux États-Unis). Les Triumph Stag à moteur V8 3 L de 1970 et les Triumph TR7 4 ou 8 cylindres de 1975 succèdent à ce modèle de « coupé anglais traditionnel ».